# Білоярське міське поселення (Сургутський район)
Білоя́рське міське поселення (рос. Белоярское городское поселение) — міське поселення у складі Сургутського району Ханти-Мансійського автономного округу Тюменської області Росії.
Адміністративний центр та єдиний населений пункт — селище міського типу Білий Яр.
Населення міського поселення становить 17284 особи (2017; 14580 у 2010, 14392 у 2002).